# 滝大作
滝 大作（たき だいさく、1933年7月22日 - 2024年10月31日）は、日本のコメディー作家・演出家。
かつてはNHK芸能局の職員として多くの演芸番組の制作を担当した。

## 経歴・人物
1933年、東京都芝に生まれる。早稲田大学文学部演劇科中退。
1959年、NHK入局。芸能局ディレクターとして「お笑いオンステージ」等の演芸番組を担当。コント55号の仕掛け人として知られる。
1977年、赤塚不二夫、高平哲郎、タモリと「面白グループ」を結成。4人の共著『SONO SONO（ソノソノ）』は、当時の女子大生ブームの引き金となったベストセラー『ANO ANO』（JICC出版局）のパロディでありながらヒットした。
立川談志とも親交が深い。郵政委員時代の談志がNHKを訪問し、車から入り口まで赤絨毯を敷かせ、坂本朝一会長に出迎えをさせた。談志は坂本に「滝大作くんをここに呼びなさい」と言い、呼ばれた滝に「滝くん、給料はいくらもらってるの？」と、坂本に当てつけるように聞いたという。その後も長く談志と滝の交流は続き、落語会の折に痛飲したり、「老人の初心者」ぶりを嘆きあうハガキを交換するなどした。
1984年、NHK退職。民放各局のバラエティー番組の構成をはじめ、舞台の脚本・演出などで活躍。
1987年、400字詰め原稿用紙にして3万枚に及ぶ古川ロッパの日記を全4巻の『古川ロッパ昭和日記』に編集して刊行。
1995年より、「コメディーお江戸でござる」の脚本。途中より脚色も担当する。
明治期に活躍した建築家の瀧大吉の直系子孫にあたる。
2024年10月31日、急性心不全のため群馬県高崎市の高齢者施設で死去。91歳没。

## 作品

### 著書
- 『SONO SONO スーパーおじさんの告白メッセージ』（アイランズ、1981年、赤塚不二夫・タモリ・高平哲郎と共著）
  - 『SONO SONO』（大和文庫、1984年）
- 『冗談』（駸々堂出版、1984年）
- 『酒と女とちょっとしたゲームと 毎日を3倍楽しくする法』（日本実業出版社、1985年、ほへと組と共著）
- 『強いばかりが男じゃないと いつか教えてくれたひと―笑いの王様 シミキン』（有吉光也,淀橋太郎,滝大作編 リブロポート 1985年）
- 『パン猪狩の裏街道中膝栗毛』（白水社、1986年）
- 『古川ロッパ昭和日記』（監修担当。戦前篇、戦中篇、戦後篇、晩年編の全4巻、晶文社、1987年～1989年、2007年新版）
- 『おーいNHK』（コア出版、1989年）
- 『とんぼを切りたかったコメディアン』（晶文社、1992年）
- 『お父さんのルネサンス』（メトロポリタン、1998年）
- 『小説 お江戸でござる』（PHP研究所、2011年）
- 『笑いの花伝書』（講談社、2013年）

### 作詞
- 正式の証明（歌:所ジョージ、補作詞：所ジョージ、作曲：所ジョージ）
- 香港&東京（香港対東京比較的考察的風刺歌）（歌：所ジョージ、作曲：所ジョージ、編曲：クニ河内）

### 映画
- 下落合焼とりムービー（共同脚本、1979年）

### 演劇
- PARCO劇場『鷺娘』（演出、1984年）
- 東八郎劇団『スラップスティック・サラダ』（演出、1984年）
- 赤塚不二夫総指揮『Oh！Sono．Sono！』（共同で作・演出、1986年）
- 劇団離風霊船『さくら』（演出、1990年）
- 劇団東京ヴォードヴィルショー『にくいあんちくしょう』（作・演出、1991年）
- 劇団東京ヴォードヴィルショー『その場しのぎの男たち』（演出、1992年、1994年）
- 劇団東京ヴォードヴィルショー『アパッチ砦の攻防』（演出、1996年、1997年）
- 瀧組『地球SOS!』（作・演出、1997年）
- ザ・ニュースペーパー『Stand Up Comedy』（演出、1998年）
- 瀧組『60億－1 この地球から一人消えても』（作・演出、1998年）